# Night of the Living Wage
«Night of the Living Wage» (укр. «Ніч живих зарплат») — чотирнадцята серія тридцять п'ятого сезону мультсеріалу «Сімпсони», прем'єра якої відбулась 7 квітня 2024 року у США на телеканалі «Fox».
Повторний показ серії 1 вересня 2024 року був присвячений пам'яті актора Боба Ньюгарта, який помер 16 липня у віці 94 років.

## Сюжет
Під час прогулянки зі Сніжком V Ліса заходить до парку. Там мешканці вигулюють своїх терапевтичних тварин. Доки Ліса розмовляє із Трут-Енн, кіт калічить нападає на її тривожну курку.
Батьки Трут-Енн виставляють Сімпсонам рахунок на 16 тисяч доларів від ветеринара за лікування. Сума настільки велика, що Мардж вирішує влаштуватися на роботу.
У пошуках роботи Мардж натрапляє на вакансію шеф-кухаря в ресторані-привиді «GimmeChow». Однак, це вечірня зміна, тому Мардж не зможе готувати вечерю для сім'ї. Тоді родина обіцяє спільно готувати вечерю.
У перший день роботи новим співробітникам «GimmeChow» показують вступне відео, яке веде генеральний директор Фінн Бон Іде. Вони також знайомляться зі своїм начальником зміни, — Ґілом Гандерсоном. Він розповідає, що працівники будуть отримувати лише мінімальну зарплату, але водночас обіцяє понаднормові виплати. Коли починається перша зміна, надходить надто велика кількість замовлень, і всі працівники штовхаються, влаштовують галас, щоб приготувати їжу, випитують в Мардж дії, через що вона, зрештою, спотикається на майонезі та лається…
Після двох місяців роботи у Мардж вже здають нерви. Вона думає звільнитися, бо грошей мало і банка заощаджень для погашення ветеринарного рахунка майже не наповнюються. Однак, родина її заспокоює і каже, що вони не пропадуть. Однак, насправді для «приготування» вечері Гомер з дітьми використовують мобільний застосунок ресторана, де працює Мардж.
Тієї зміни Ґіл дає всім співробітникам монітори для щиколоток, щоб вони працювали та спостерігали за ними. Мардж нагадує Ґілові про обіцянку досі неотриманих понаднормових, але він відмовляє й аргументує, що після опівночі настає новий день, тому виплат не буде. Він також каже, що компанія невелика і грошей небагато. Водночас, по телебаченню показано інтерв'ю з Фінном Бон Іде, який повідомляє, що завдяки «своїй наполегливій роботі» в «GimmeChow» щойно став мільярдером. Мардж не витримує такого знущання.
Ліса пропонує мамі створити профспілку «GimmeChow» компанії. Коли Мардж розповідає про це своїм колегам, вони спочатку не впевнені. Однак, цю розмову прослуховують через монітори на щиколотках. Наступного дня керівництво змушує працівників переглянути антипрофспілкове відео. Як не дивно, відео має протилежний ефект, і всі працівники приєднуються до профспілки.
Наступного дня Ґіл викликає Мардж. Мардж зауважує, що за законом він не може звільнити її за створення профспілки, бо це вважатиметься помстою. Ґіл відповідає, що знає, і він може звільнити за погану роботу. Тому він «підвищує» Мардж до доставниці. За годину вона має рознести сорок замовлень.
Мардж несамовито гасає Спрінґфілдом, видаючи замовлення. Лишається лише одне, але таке велике, що Мардж спотикається і розсипає їжу. Через монітор Ґіл повідомляє, що Мардж звільнено. Виявляється, що це останнє замовлення було для решти Сімпсонів.
Мардж лютує і викриває, що банка не наповнювалася, бо всі гроші витрачалися на вечерю з «GimmeChow». Мардж відчуває себе розчарованою після того, як її власна родина обманула її. Однак, до дому стукають її колеги та повідомляють їй, що оголосили страйк.
Гомер отримує телефонний дзвінок від «GimmeChow». Компанія наймає Гомера як амбасадора свого бренду. Наступного дня Мардж дає інтерв'ю телебаченню, де ведучий Фіскал Кліфф розповідає, що її опонентом є Гомер, амбасадор «GimmeChow». Гомер намагається переконати глядачів, що страйк неправильний, але Мардж закінчує інтерв'ю, кидаючи речі в Гомера в будинку.
Під час страйку протестувальники стикаються з натовпом обурених клієнтів, яким нікому тепер готувати їжу. Перед боєм прилітає Фінн Бон Іде. Він говорить, що знайшов компроміс — звільнити усіх працівників і зробити кухню повністю роботизованою, а доставку здійснюватимуть дрони.
Працівники засмучені, а Бон Іде дякує Гомерові за придушення страйку. Почувши це, Гомер замислюється, що вчинив неправильно. Він повертається на АЕС і створює електромагнітний імпульс, що поширюється всім містом. Це відключає всі дрони, через що Спрінґфілд заповнюється їжею, що падає. акції «GimmeChow» починають падати.
Гомер повертається додому і просить вибачення у Мардж, яка розуміє, що Гомер — єдиний, хто міг стати причиною хаосу. Оповідач розповідає, що опісля Бон Іде був змушений знову найняти працівників профспілки за справедливу оплату праці з понаднормовими, а Гомер використав свої подарункові картки «GimmeChow», щоб оплатити ветеринарний рахунок.

## Виробництво
Серія отримала рейтинг TV-14 і попередження на початку через використання цензурованої лайки, яку Мардж вигукує.
Сюжет натхненний епізодом 4 сезону мультсеріала «Last Exit to Springfield», в якому Гомер був головою профспілки на АЕС і також влаштував страйк. В інтерв'ю виданню «Variety» автор сценарія Сезар Мезаріегос розповів:
|  | Ідея виникла, коли ми побачили, що технічний збій здебільшого є просто обхідним шляхом, який намагається обдурити когось. Перетворіть свій будинок на готель, свою машину на таксі, і таким чином за них не платитимете страховку. Багато років тому ми зняли серію про спілку, про [професійну] спілку Гомера, яку ми любимо. Однак, це епізод 30-річної давності. Що ми можемо сказати про об'єднання профспілок сьогодні, особливо коли з цим на кожному кроці борються багатомільярдні компанії? Це виглядало як свіжий простір для використання, ідея віртуальних ресторанів та їхніх застосунків. Ми бачимо, з якою легкістю ми можемо отримати замовлення. Однак, те, що ми не часто бачимо, так це те, що людей обдурюють і затискають до смерті. |

За словами Мезаріегоса, ідея була в нього в голові задовго до цього: його дружина — активістка, яка роками займалася організацією. Окрім ролі страйкового капітана, Мезаріегоса також надихнула кампанія 2020 року в Каліфорнії за Пропозицію 22, яка дозволила транспортним і доставним компаніям на основі додатків класифікувати своїх водіїв як «незалежних підрядників», а не як «працівників».
Сценарій розробили та написали до страйка Гільдії сценаристів Америки 2023 року, тож виробництво серії відклали через зупинку виробництва. Як сказав сценарист, це виявилося добре, оскільки виробництво ще не було на етапі анімації, що дозволило команді доробити сценарій його після закінчення страйків.
|  | Одна з речей, яку ми шукали, — це те, як оновити історію. Спочатку це мав бути [сюжет про] склад «Amazon», але навіть цій історії вже десять років. Це [розповідь про кампанію 2020 року] здавалося набагато новішим, у просторі ресторанів-привидів так багато технічного обману. Метт Селман, наш виконавчий продюсер, любить жарти про їжу та ресторани. |

Монітори на щиколотках працівників «GimmeChow» натхненні використанням моніторів на зап'ястках працівників «Amazon».
Сцена з галасом на кухні є пародією на епізод «Review» (укр. «Рецензія») серіала «Ведмідь». Її розкадровував помічник режисера Метью Фонан.
Початково Диско Стю вечеряв на самоті. Однак, виконавчий продюсер Метт Селман наполіг, що для правильного звучання його фрази необхідні компаньйони.
Через брак часу було вирізано сцену, в якій Отто навчав Мардж, коли вона розносила замовлення, як підтримувати швидкість і додати її.
Спочатку сегмент з шоу Фіскала Кліффа закінчувався тим, що Мардж і Гомер відмовилися спати в одному ліжку тієї ночі. Потім камера переходила б до Сніжка V і Маленького Помічника Санти, які самі розслабляються у великому ліжку. Однак, через брак часу закінчення скоротили.
Анімування безпілотників, які розносять їжу Спрінґфілдом у 3 акті, було гібридним проєктом, що включав поєднання CGI, 2D-графіки і планування сцен. CGI-супервайзер Брент Боуен і CGI-аніматор Кайл Джейнс створили та надали модель дронів, а планувальник сцени Майк Діза розміщував їх по сценах за потреби.

## Культурні відсилання та цікаві факти
- Під час зустрічі, на якій працівники «GimmeChow» вирішують об'єднатися у профспілку, місіс Мюнц стоїть на столі, тримаючи над головою табличку «ONION» (укр. «ЦИБУЛЯ»), що є відсиланням до фільма «Norma Rae» (укр. «Норма Рей»), який також розповідає про організацію профспілок. У фільмі Саллі Філд тримає табличку «UNION» (укр. «СПІЛКА»)[9].
- Сцена, в якій Мардж мчить містом доставляючи їжу, натхненна фільмом 2017 року «На драйві» Едгара Райта[10].
  - Під час сцени звучить пісня «Wild Bore» гурта «Mika Miko».
- У своєму анти-профспілковому відео Гомер згадує величність футбольних стадіонів Катара, що також є відсиланням до Чемпіоната світу з футболу 2022[11].
- Поцілунок Гомера і Мардж наприкінці серії є пародією на сцену поцілунка із фільма 2004 року «Щоденник пам'яті»[12].

## Ставлення критиків і глядачів
Під час прем'єри серію переглянули 0,83 млн осіб, з рейтингом 0.2, що зробило її найпопулярнішим шоу на каналі «Fox» тієї ночі.
Джон Шварц із сайту «Bubbleblabber» оцінив серію на 9/10, сказавши:
|  | Загалом, серія перевіряє відповідає всім параметрам того, що ви шукаєте в серії 35 сезону шоу. «Last Exit to Springfield» був епізодом, орієнтованим на профспілку, створеним понад тридцять років тому, але «Night of the Living Wage» оновлює повідомлення до більш сучасного середовища. У будь-якому випадку подібні епізоди дозволяють сценаристам і продюсерам трохи випустити пару, оскільки це стосується їхніх власних умов роботи, трохи іронії, якщо врахувати, що «Сімпсони» протягом десятиліть використовували корейські анімаційні студії, які не об'єднані у профспілки, для анімації, розфарбовування і знімання, що допомагає зробити епізоди дешевшими, і твіттів із допомогою пристроїв, які в основному виготовляються на фабриках Китаю, які не об'єднані профспілками. |

На сайті «Me Blog Write Good» відзначили, що:
|  | Різні елементи історії працюють досить добре: принизлива антипрофспілкова карикатура, яку показують працівникам, Ґіл виступає в ролі порожнього корпоративного рупора, лайновий пихатий генеральний директор «GimmeChow», котрого озвучив Джейсон Манзукас, якого я люблю. Відразу скажу, це, мабуть, один із найсильніших епізодів цього сезону. Що мені не подобається, то це сімейна історія, що йде паралельно з основним сюжетом… Однак, як не дивно, на мою думку, це найкраща серія в сезоні. |

Серію було номіновано на премію «Еммі» в категорії «Найкраща анімаційна передача» 2024 року.
У січні 2025 року сценариста серії Сезара Мезаріегоса було номіновано на премію Гільдії сценаристів Америки в області анімації 2024 року.
Згідно з голосуванням на сайті The NoHomers Club більшість фанатів оцінили серію на 4/5 із середньою оцінкою 3,4/5.